# Iglesia de Santa María (Monmouth)
La Iglesia de Santa María (en inglés: St Mary's Catholic Church literalmente Iglesia católica de Santa María) se localiza en la calle de Santa María, cerca del centro de Monmouth, siendo el primer lugar público después de la Reforma donde se permite culto católico en Gales, Reino Unido. La iglesia es una edificio de estilo georgiano tardío con añadidos victorianos posteriores realizado por el arquitecto Benjamin Bucknall, converso al catolicismo. Se trata de un edificio clasificado como Grado II el 15 de agosto de 1974, y es uno de los 24 edificios del Patrimonio del sendero Monmouth.
La parte más antigua que se conserva es de 1793.  En 1829, con la llegada de la Emancipación católica, la capilla pudo ampliarse en 1837, con la finalización del presbiterio, lo que supuso la mitad de la longitud de la nave actual.